# Nicetes de Nicea
Nicetes de Nicea (grec antic: Νικήτας, llatí: Nicetas Nicaeanus) va ser un religiós romà d'Orient que va ser cartofílac o arxiver guardià dels arxius eclesiàstics, a Nicea en una data no determinada.
Va escriure De Schismate inter Eccles. Graecam et Romanam, un exemplar de la qual es conserva a París i de la que Lleó Al·laci va publicar un fragment a De Synodo Photian. Potser va ser també l'autor de De Azymis mis et Sabbatorum Jejunio, et Nuptiis Sacerdotum, que és atribuïda Nicetes Pectorat.